# Sa quốc Nga
Sa quốc Nga (tiếng Nga: Русское царство, đã Latinh hoá: Russkoje tsarstvo hay Nước Nga Sa hoàng, tiếng Nga: Российское царство, đã Latinh hoá: Rossiyskoye tsarstvo) hay nó có một tên gọi khác là Sa quốc Muscovy là giai đoạn trung ương tập quyền hóa trong lịch sử Nga, bắt đầu từ sự kiện đại công tước Ivan Khủng Khiếp xưng sa hoàng năm 1547 cho đến khi Pyotr Đại đế chuyển sang xưng hoàng đế năm 1721.
Từ năm 1550 đến năm 1700, diện tích Sa quốc Nga tăng trung bình 35.000 kilômét vuông (14.000 dặm vuông) mỗi năm. Giai đoạn này bao gồm những biến động của quá trình chuyển đổi từ triều đại Rurik sang triều đại Romanov, các cuộc chiến tranh với Liên bang Ba Lan và Lietuva, Đế quốc Thụy Điển, Đế quốc Ottoman, và cuộc chinh phục Siberia của Nga cho đến triều đại của Pyotr Đại đế, người nắm quyền ở 1689 và biến Sa quốc thành một đế chế. Trong Đại chiến phương Bắc, ông đã thực hiện những cải cách đáng kể và tuyên bố thành lập Đế quốc Nga sau chiến thắng trước Thụy Điển năm 1721.

## Danh hiệu
Thế kỷ XVIII-XV, đế quốc Byzantium ngày càng suy nhược trước sức công phá mãnh liệt của Thập tự quân và Ottoman, đành phải liên minh với Đại công quốc Moskva theo hình thức hôn nhân hoàng gia, trong đó, hoàng đế La Mã thường gả công chúa cho đại công tước Moskva. Đổi lại, Moskva phái các cánh quân xuống phương Nam gây áp lực ở Hắc Hải và sườn Kavkaz cho Đột Quyết, đồng thời cung cấp tài chính cho những cuộc thảo phạt của hoàng đế La Mã, tuy rằng hiệu quả cũng rất thấp.
Khi biết chắc Byzantium tồn tại chỉ còn từng năm và Đột Quyết sẽ vươn dậy thành mối đe dọa phía Nam Hắc Hải, đại công tước Ivan Khủng Khiếp bèn cải xưng sa hoàng, tuyên bố kế thừa La Mã về tước hiệu và huyết thống. Tôn hiệu quốc quân Nga từ đấy là Đại công tước Moskva và sa hoàng Toàn Nga.
Trong các giai đoạn sau, bất chấp Đại Loạn và Ba Lan cướp mất Kiev, sa quốc Nga không ngừng bành trướng về phương Đông để tránh áp lực Đột Quyết, đồng thời tích cực tiếp thu văn minh Tây Âu vào xã hội và chính trị quốc gia. Lúc này, các lãnh địa bán độc lập hoàn toàn bị phế bỏ, thay vào bằng hệ thống trung ương tập quyền.
Biên niên sử triều Romanov coi năm Pyotr Đại Đế thiên đô về Sankt-Peterburg là sự kiện khép lại sa quốc Nga và mở ra lịch sử Đế quốc Nga. Tuy nhiên, danh hiệu Đại công tước Moskva và sa hoàng Toàn Nga vẫn duy trì trên lãnh thổ Nga đến năm 1917 và bên ngoài Liên Xô giai đoạn 1918 - 1991. Thập niên 1990, Tòa thượng phụ Moskva và toàn nước Nga tái thừa nhận danh hiệu này cho nội bộ thành viên nhà Romanov, nhưng chỉ mang ý nghĩa tôn giáo và văn hiến thay vì chính trị.

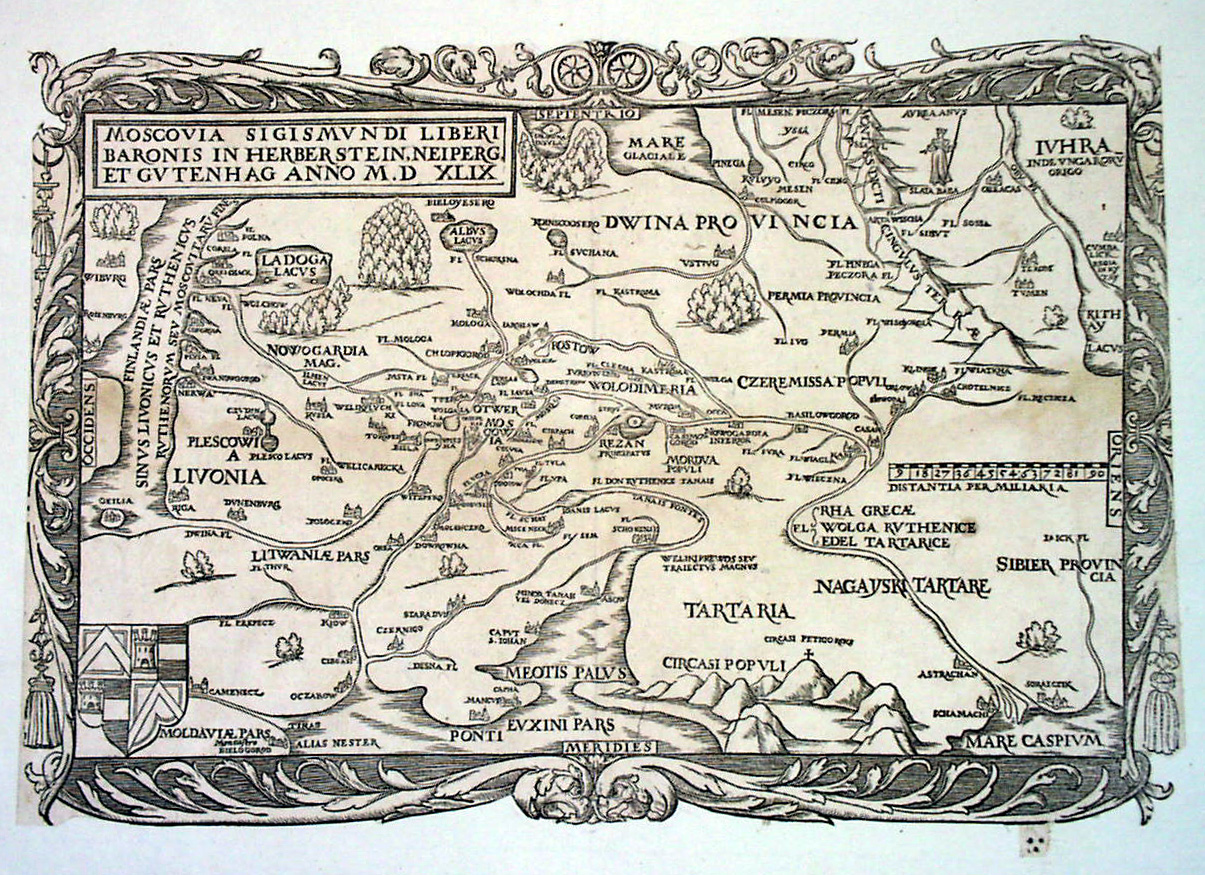
Moscovia, Herberstein, 1549
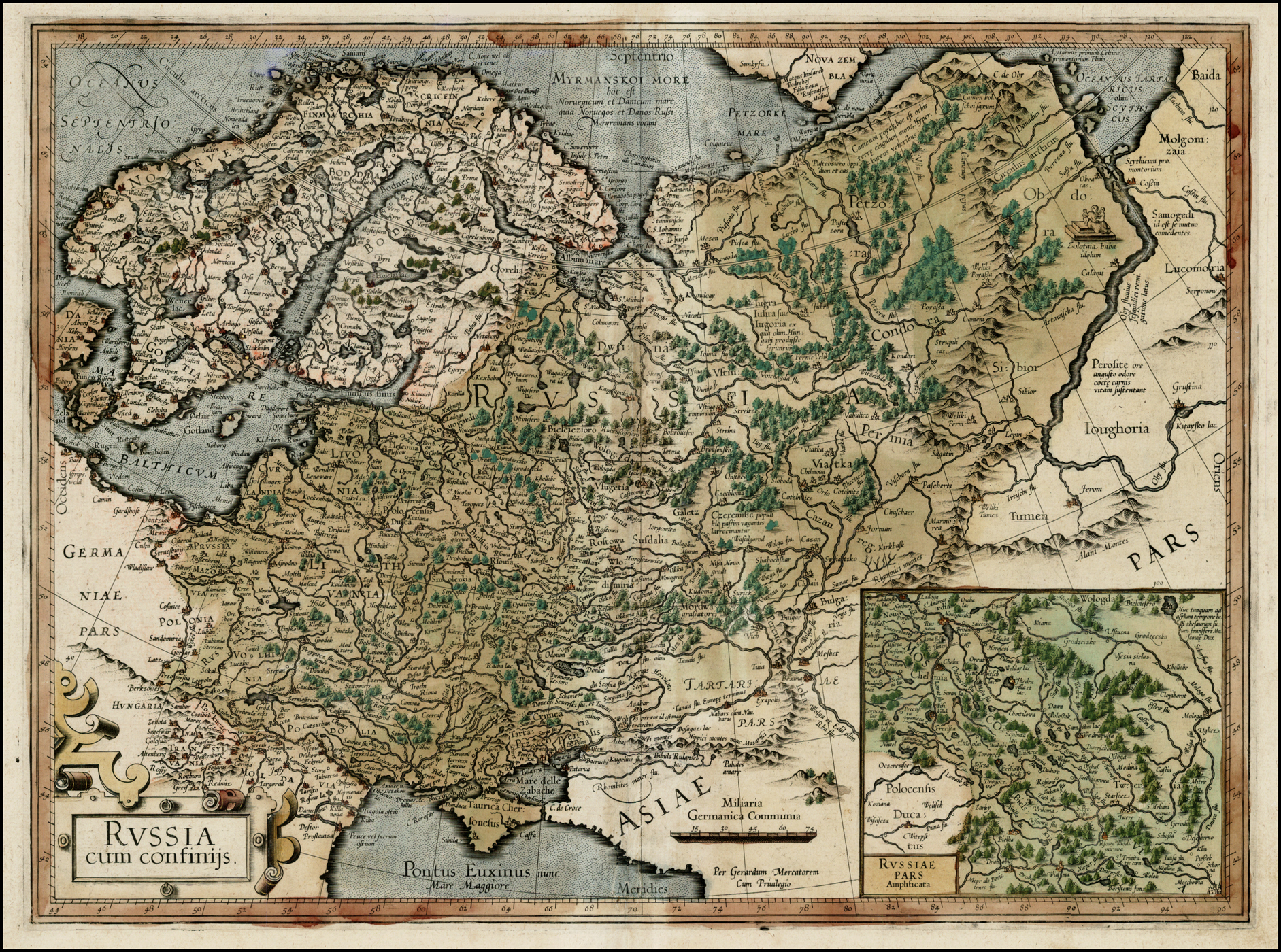
Russia, Mercator, 1595
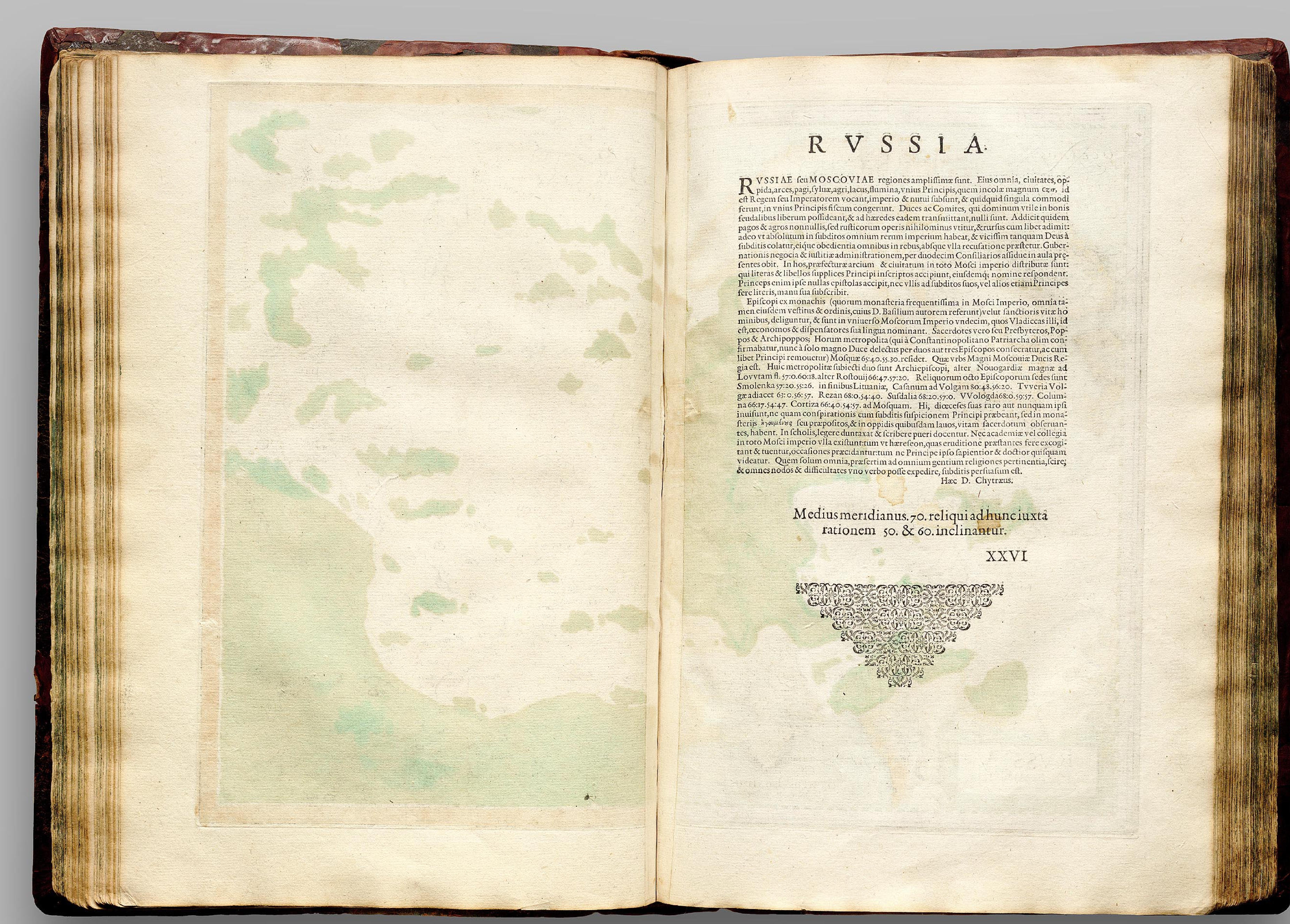
Nga Moscovia, Mercator, Atlas Cosmographicae, 1596
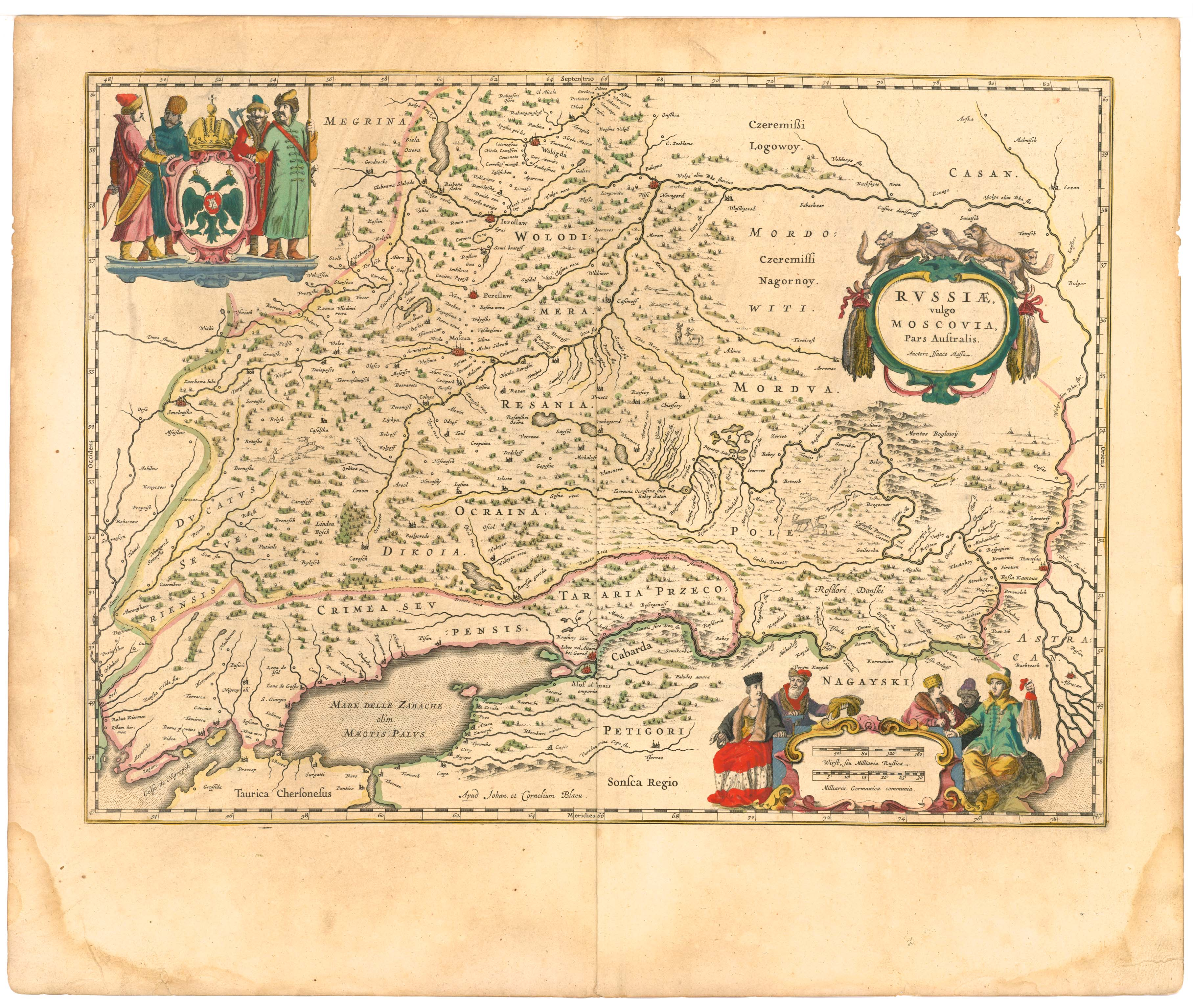
Nước Nga hay còn gọi là Moscovia, Atlas Maior, 1645

## Lịch sử

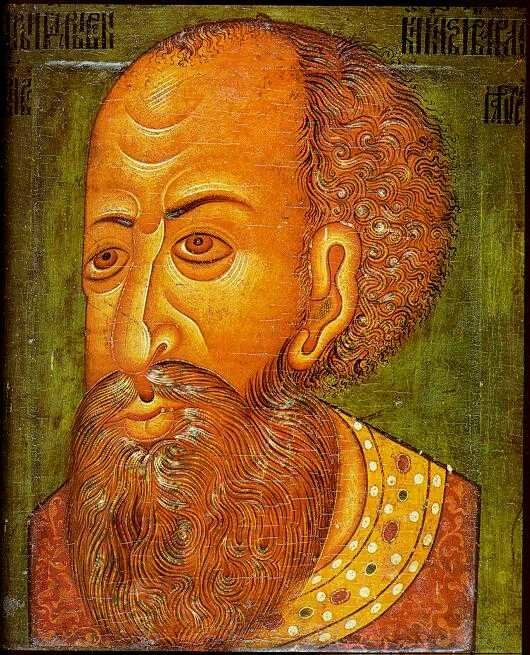
Sa hoàng Ivan IV

### Ivan Bạo Chúa trung hưng
Sự phát triển quyền lực tuyệt đối của Sa hoàng lên tới đỉnh điểm trong thời kỳ cầm quyền (1547–1584) của Ivan IV ("Ivan Bạo chúa"). Ông tăng cường vị trí quyền lực của mình tới một mức độ chưa từng có trước đó, bằng cách thẳng tay sắp xếp giới quý tộc theo ý thích, trục xuất hay hành quyết nhiều người chỉ vì những tội lỗi nhỏ nhất. Tuy nhiên, Ivan thường được coi là một nhà lãnh đạo có tầm nhìn, người đã cải cách nước Nga khi đưa ra một bộ luật mới (Sudebnik năm 1550), thiết lập cơ quan đại diện chính quyền phong kiến đầu tiên của Nga (Hội nghị hội đồng tự quản địa phương), cắt giảm ảnh hưởng của giới tăng lữ, và lập ra cơ quan tự quản cấp vùng tại các khu vực nông thôn,
Mặc dù cuộc chiến tranh Livonia kéo dài của ông nhằm giành quyền kiểm soát bờ biển Baltic và quyền tiếp cận con đường thương mại trên biển là một sai lầm tốn kém, Ivan đã sáp nhập được các hãn quốc như Kazan, Astrakhan và Siberi. Những cuộc chinh phục này càng khiến làn sóng di cư của người du mục hiếu chiến từ châu Á vào châu Âu qua Volga và Ural thêm phức tạp.
Thông qua những cuộc chinh phục đó, nước Nga có thêm được một số lượng đáng kể người Tatar Hồi giáo và trở thành một quốc gia đa chủng tộc và đa tôn giáo. Cũng trong khoảng giai đoạn này, gia đình thương gia Stroganov đã thành lập một địa vị vững chắc tại Ural và tuyển mộ nhiều người Cossack Nga tới thực dân hoá Siberia.
Cuối thời kỳ cai trị của mình, Ivan đã chia đất nước làm hai. Ở vùng được gọi là oprichnina, những người theo Ivan tiến hành một loạt các cuộc thanh trừng đẫm máu nhắm vào giới quý tộc phong kiến (mà ông nghi ngờ có âm mưu bội phản sau sự phản bội của hoàng thân Kurbsky), đỉnh điểm là vụ Thảm sát Novgorod (1570). Việc này cộng với những tổn thất quân sự, bệnh dịch, mất mùa đã làm suy yếu nước Nga tới mức người Tatar Krym có thể vào cướp bóc các vùng trung tâm Nga và đốt cháy kinh đô Moskva (1571). Năm 1572, Ivan từ bỏ oprichnina.
Cuối triều đại Ivan IV, quân Ba Lan-Litva và quân Thuỵ Điển đã tiến hành can thiệp thành công vào Nga, tàn phá miền bắc và các vùng tây bắc nước này.

### Thời kì Đại Loạn

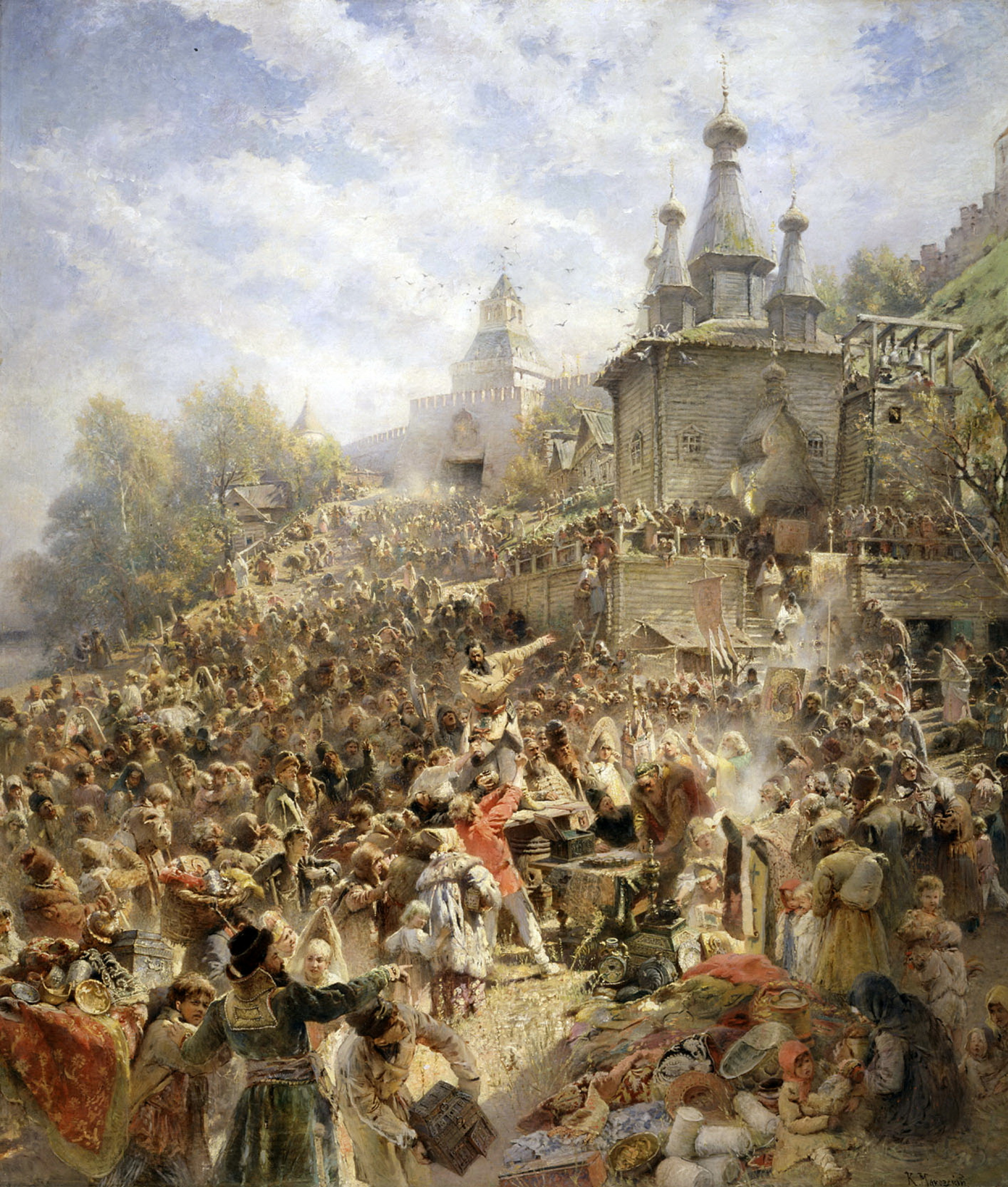
Kuzma Minin kêu gọi dân chúng Nizhny Novgorod tình nguyện gia nhập quân đội chống lại người Ba Lan.

Cái chết không người nối dõi của con trai Ivan Bạo chúa là Fyodor I kéo theo một giai đoạn nội chiến và can thiệp nước ngoài được gọi là "Thời kỳ loạn lạc" (1606–13). Các mùa đông lạnh giá (1601-1603) làm mùa màng thất bát dẫn tới nạn đói Nga 1601-1603 và làm gia tăng sự vô tổ chức trong xã hội. Thời kỳ cầm quyền của Boris Godunov chấm dứt trong tình trạng hỗn loạn, nội chiến cộng với sự xâm phạm từ nước ngoài, sự tàn phá nhiều thành phố và sự suy giảm dân số trong các khu vực nông thôn. Đất nước chao đảo vì sự hỗn loạn bên trong và nhiều cuộc can thiệp bên ngoài của Vương quốc Ba Lan và Đại Công quốc Litva. Quân xâm lược tiến vào tới Moskva và đưa, ban đầu là kẻ mạo danh Dmitriy I giả và sau đó là Władysław IV Vasa - một Hoàng thân Ba Lan lên ngôi báu của nước Nga. Nhân dân Moskva phải nổi dậy đấu tranh, nhưng họ bị dập tắt một cách dã man và thành phố bị đốt cháy.
Cuộc khủng hoảng đã tạo nên tinh thần yêu nước chống lại quân xâm lược của toàn dân Moskva và vào mùa thu năm 1612, dưới sự chỉ huy của thương gia Kuzma M. Minin và Công tước Dmitry M. Pozharsky, quân đội tình nguyện đã đẩy lui ngoại bang ra khỏi kinh thành.
Vị thế quốc gia Nga đã sống sót qua "Thời kỳ loạn lạc" và sự cai trị yếu kém hoặc thối nát của các Sa hoàng nhờ sức mạnh của các quan lại trung tâm của chính quyền. Các chức năng của chính quyền vẫn hoạt động, dù dưới bất kỳ vị vua nào hay các phe phái nào kiểm soát ngôi báu. Tuy nhiên, "Thời kỳ loạn lạc" do sự khủng hoảng triều đại gây ra đã khiến nước Nga mất nhiều lãnh thổ vào tay Vương quốc Ba Lan và Đại Công quốc Litva trong cuộc chiến tranh Nga-Ba Lan. Không những thế, vua Thụy Điển là Gustav II Adolf đã lợi dụng "Thời kỳ loạn lạc" mà phát binh chinh phạt nước Nga và giành chiến thắng lừng lẫy trong cuộc chiến tranh Ingria:
| “                 | Từ nay về sau, nước Nga chẳng bao giờ còn dám vượt qua khuôn phép nữa! | ” |
| — Gustav II Adolf |                                                                        |   |

### Sơ kì triều Romanov

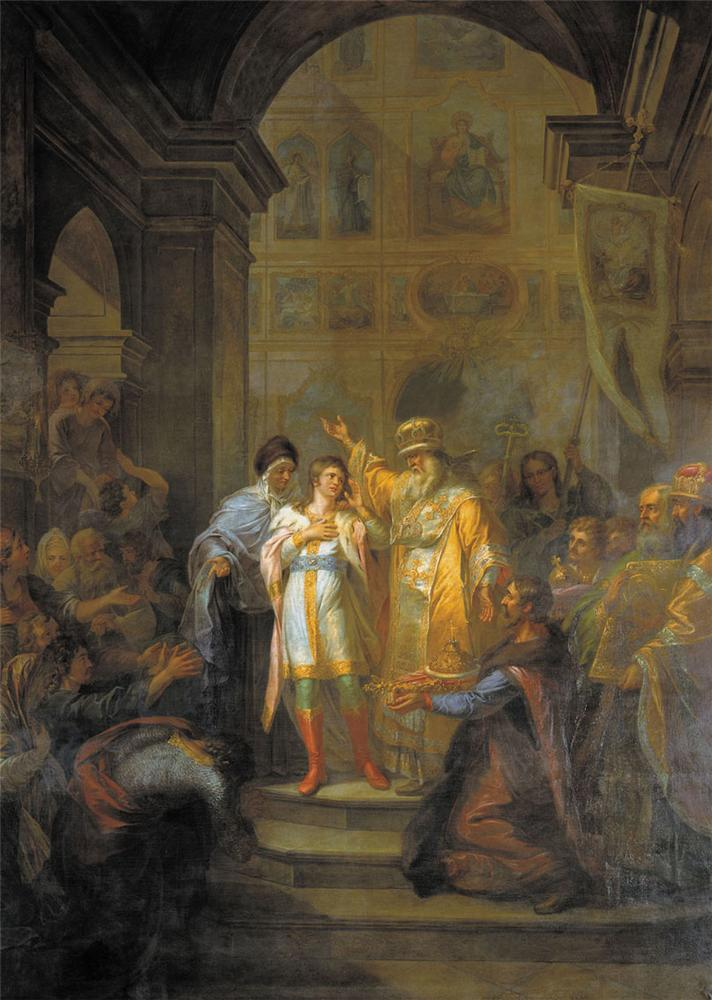
Bầu Mikhail Romanov 16 tuổi lên làm Sa hoàng đầu tiên của nhà Romanov

Tháng 2 năm 1613, khi sự hỗn loạn đã chấm dứt và người Ba Lan đã bị đẩy lui khỏi Moskva, một đại hội đồng, gồm các đại diện từ năm mươi thành phố và thậm chí cả một số nông dân đã bầu Mikhail Romanov, con trai của đại giáo chủ Filaret, lên ngôi báu. Nhà Romanov cai trị nước Nga tới tận năm 1917.
Nhiệm vụ trước mắt của triều đại mới là tái lập hoà bình. May cho Moskva, những kẻ thù chính của họ là Vương quốc Ba Lan và Đại Công quốc Litva và Thuỵ Điển đang lao vào những cuộc xung đột với nhau, đưa lại cho nước Nga cơ hội tái lập hoà bình với vua Thuỵ Điển năm 1617 và ký một hiệp ước hoà bình với Vương quốc Ba Lan và Đại Công quốc Litva vào năm 1619. Theo Hiệp định Stolbova, Sa hoàng Mikhail I nhường cho vua Gustav II Adolf hai vùng Carelia và Ingria. Từ đó, nước Nga mất lối ra biển Baltic. Việc thu hồi những lãnh thổ đã mất bắt đầu từ giữa thế kỷ 17 khi cuộc nổi dậy Chmielnicki tại Ukraina chống lại quyền cai trị Ba Lan đưa tới Hiệp ước Pereyaslav được ký kết giữa Nga và người Cossack Ukraina.

Stenka Timofeyevich Razin đi thuyền trên biển Caspi.

Theo hiệp ước, Nga đảm bảo quyền bảo hộ cho nhà nước Cossack ở Ukraina tả ngạn, trước kia thuộc quyền kiểm soát của Ba Lan. Việc này đã gây ra một cuộc Chiến tranh Nga-Ba Lan kéo dài dẫn tới Hiệp ước Andrusovo (1667) theo đó Ba Lan chấp nhận mất Ukraina tả ngạn, Kiev và Smolensk.
Thay vì tiếp tục đối mặt với nguy cơ mất tài sản trong các cuộc nội chiến, các đại quý tộc hay boyar đã liên kết với những vị Sa hoàng đầu tiên của nhà Romanov, cho phép họ hoàn tất việc thiết lập chính quyền quan lại trung ương. Như vậy, nhà nước yêu cầu sự hợp tác của cả giới quý tộc cũ và mới, chủ yếu trong quân đội. Đổi lại các Sa hoàng cho phép giới quý tộc hoàn tất quá trình nông nô hoá giới nông dân.

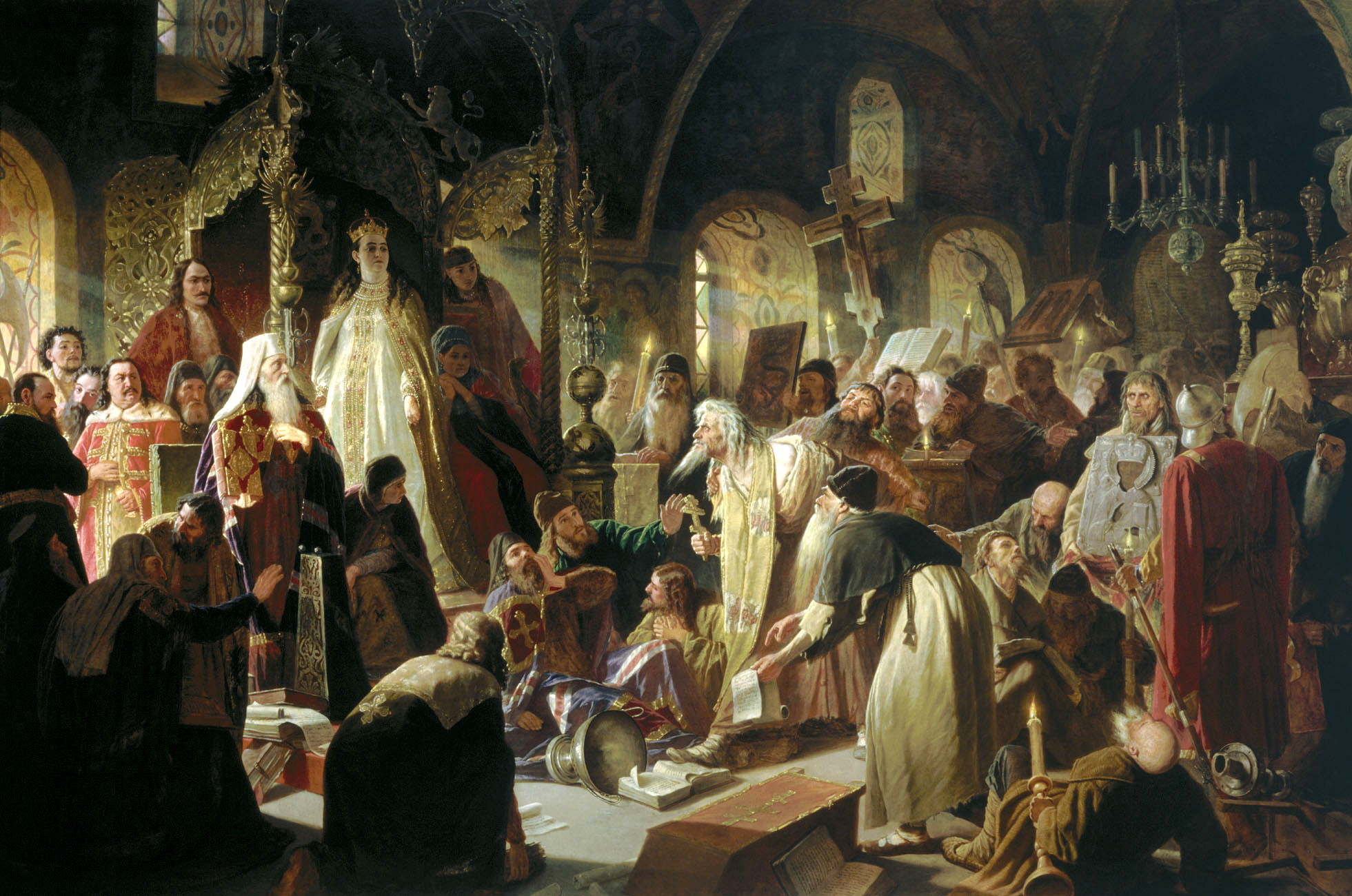
Cuộc cải cách Giáo hội của đại giáo chủ Nikon đã gây ra sự li giáo trong Giáo hội Chính giáo Nga và sự xuất hiện Những người theo đức tin cũ.

Trong thế kỷ trước đó, nhà nước đã dần tước đoạt các quyền di chuyển theo các chúa đất khác nhau của nông dân. Khi nhà nước đã hoàn toàn thừa nhận chế độ nông nô, các nông dân bỏ trốn trở thành những kẻ bị quốc gia truy nã, và quyền của các chúa đất với các nông dân "gắn liền" với đất đai của họ đã hầu như hoàn tất. Cùng nhau, nhà nước và giới quý tộc đặt ra các gánh nặng thuế khoá lên người nông dân, vào giữa thế kỷ 17 đã tăng gấp 100 lần so với thế kỷ trước đó. Ngoài ra, các thương nhân, thợ thủ công thành thị trung lưu, cũng phải chịu các khoản thuế, và giống như nông nô, họ cũng bị cấm chuyển chỗ ở. Tất cả thành phần xã hội đều phải thực hiện nghĩa vụ quân sự và phải chịu các khoản thuế đặc biệt.
Dưới những hoàn cảnh như vậy, sự xuất hiện của những nông dân bất tuân pháp luật là không thể tránh khỏi; thậm chí các công dân Moskva cũng đã nổi dậy chống lại triều đình Romanov trong cuộc nổi loạn Muối (1648), cuộc nổi loạn Đồng (1662) và cuộc nổi dậy Moskva (1682) vượt xa cuộc nổi dậy nông dân lớn nhất thế kỷ 17 ở châu Âu nổ ra năm 1667. Khi những người định cư tự do ở phía nam nước Nga, người Cossack, nổi dậy chống lại sự tập quyền trung ương ngày càng tăng của nhà nước, các nông nô bỏ trốn khỏi các lãnh chúa và gia nhập những người nổi dậy. Thủ lĩnh người Cossack là Stenka Timofeyevich Razin dẫn những người theo mình ngược sông Volga, xúi giục các cuộc nổi dậy nông dân và thay thế các chính quyền địa phương bằng bộ máy Cossack. Cuối cùng quân đội Sa hoàng đã tiêu diệt các lực lượng của ông năm 1670; một năm sau Stenka bị bắt và bị chém đầu. Tuy thế, chưa tới nửa thế kỷ sau, tình trạng căng thẳng do những cuộc viễn chinh quân sự mang lại đã tạo ra một nổi loạn tại Astrakhan, cuối cùng cũng bị dập tắt.

## Quốc kỳ
Không có cờ duy nhất trong Sa hoàng. Thay vào đó, có nhiều cờ:
- Tiêu chuẩn được sử dụng bởi Sa hoàng:[39]
  - Tiêu chuẩn Sa hoàng Nga (1693–1700): trắng-xanh-đỏ ba màu vàng đại bàng hai đầu ở giữa.[40] Được thay thế bởi tiêu chuẩn Hoàng đế vào năm 1700 (xem bên dưới).[40]
  - Hiệu kỳ hoàng gia của Sa hoàng Nga: đại bàng hai đầu màu đen mang theo áo choàng đỏ của Thánh Vladimir, trên một cánh đồng hình chữ nhật vàng, được thông qua vào năm 1700 thay vì Tiêu chuẩn cũ màu trắng xanh đỏ của Sa hoàng Moskva.[40]
- Cờ dân sự: Thời trung cổ Romanov Sa hoàng đã thiết lập Quốc kỳ Đại bàng hai đầu của Sa hoàng, có nguồn gốc từ năm 1472, với tư cách là Cờ dân sự, nó vẫn là Cờ dân sự của Nga cho đến khi được thay thế trong Đế chế vào năm 1858.[41]
- Biểu tượng Hải quân của Hải quân hoàng gia Nga: Cánh đồng trắng với một vệt muối màu xanh, được thông qua vào năm 1712.[42] Trước đó, biểu tượng hải quân của Nga có ba màu trắng-xanh-đỏ.[42]
- Cờ hàng hải của Hải quân Đế quốc Nga: cánh đồng đỏ với một vệt muối xanh, được thông qua vào năm 1700.

Tiêu chuẩn Sa hoàng Nga (1693–1700)
Tiêu chuẩn hoàng gia Sa hoàng (từ 1700)
Lệnh hải quân của Hải quân Đế quốc Nga (1697–1699)[42] và Biểu tượng dân sự Nga (từ 1705)
Lệnh hải quân của Hải quân Đế quốc Nga (1699–1700),[42] một biến thể chuyển tiếp giữa Biểu tượng 1697–1699 và Andreevsky Cờ 1712
Hải quân Jack Hải quân Đế quốc Nga (từ 1700)[43]
Lệnh hải quân Hải quân Đế quốc Nga (từ 1712)[42]